# Ганджи-Пар
Ганджи-Пар — палеолитический археологический памятник на территории иранской провинции Гилян.
Расположен на месте бывшей западной террасы реки Сефидруд. Памятник обнаружила команда археологов Центра палеолитических исследований Национального музея Ирана в 2002 г.
К востоку от Ганджи-Пара расположен другой палеолитический памятник, пещера Дарбанд.
В Ганджи-Паре обнаружено около 150 каменных артефактов —рубил, колунов, остроконечных конусов, каменных ножей и мелких отщепов, выполненных из известняка, магматических пород и песчаника. Имеется некоторое сходство между ашельскими изделиями из данной пещеры и каменными орудиями аналогичного периода с Кавказа. Открытие Ганджи-Пара показывает, что Иран входил в зону распространения ашельской индустрии.